# Сагайдачный, Валерий Михайлович
Валерий Михайлович Сагайдачный (укр. Валерій Михайлович Сагайдачний; 25 мая 1939, Харьков — 6 августа 2009, Афины) — советский украинский пианист, преподаватель Киевской консерватории, Заслуженный артист Украинской ССР (1990).

## Биография
Окончил киевскую среднюю специальную музыкальную школу им. Лысенко и Киевскую консерваторию (в 1963 г.) по классу Владимира Нильсена.
В течение 30 лет преподавал на кафедре фортепиано в Киевской консерватории. В 1993 гг. эмигрировал в Грецию, где продолжал концертировать и преподавать, был профессором афинской консерватории.
Обладал виртуозной исполнительской («бисерной») техникой, «полётным» звуком, артистизмом.
Среди его учеников — лауреаты Международных и Национальных конкурсов Галина Булыбенко, Наталья Чеснокова, Вадим Гладков, Милана Гельман-Чернявская, Эмилио Хорхе, Марина Ломазова и другие.

## Награды
- Заслуженный артист Украинской ССР (11 января 1990 года) — за заслуги в развитии и пропаганде советского искусства, высокое профессиональное мастерство[3]